# 南あわじ市立阿万小学校
南あわじ市立阿万小学校（みなみあわじしりつ あましょうがっこう）は、兵庫県南あわじ市阿万下町にある公立小学校。　

## 沿革
- 1874年(明治7年) - 阿万小学校開校。
- 1901年(明治34年) - 現在地に移転し、本庄尋常高等小学校と改称。
- 1903年(明治36年) - 阿万尋常高等小学校と改称。
- 1941年(昭和16年) - 阿万国民学校と改称
- 1947年(昭和22年) - 阿万町立阿万小学校と改称。
- 1955年(昭和30年) - 町村合併により南淡町立阿万小学校と改称。
- 2005年(平成17年)1月11日 - 南あわじ市の発足により南あわじ市立阿万小学校と改称。
- 2015年(平成27年)3月31日 - 南あわじ市立灘小学校を統合。

## 通学区域
- 南あわじ市阿万地区、灘地区[1][2]

## 進路状況
ほとんどの児童は南あわじ市立南淡中学校へ進学する。

## 通学区域が隣接している学校
- 南あわじ市立福良小学校
- 南あわじ市立北阿万小学校
- 南あわじ市立神代小学校
- 南あわじ市立八木小学校
- 洲本市立由良小学校
- 南あわじ市立沼島小学校 （海を挟んで隣接。）